# Evan Ziporyn

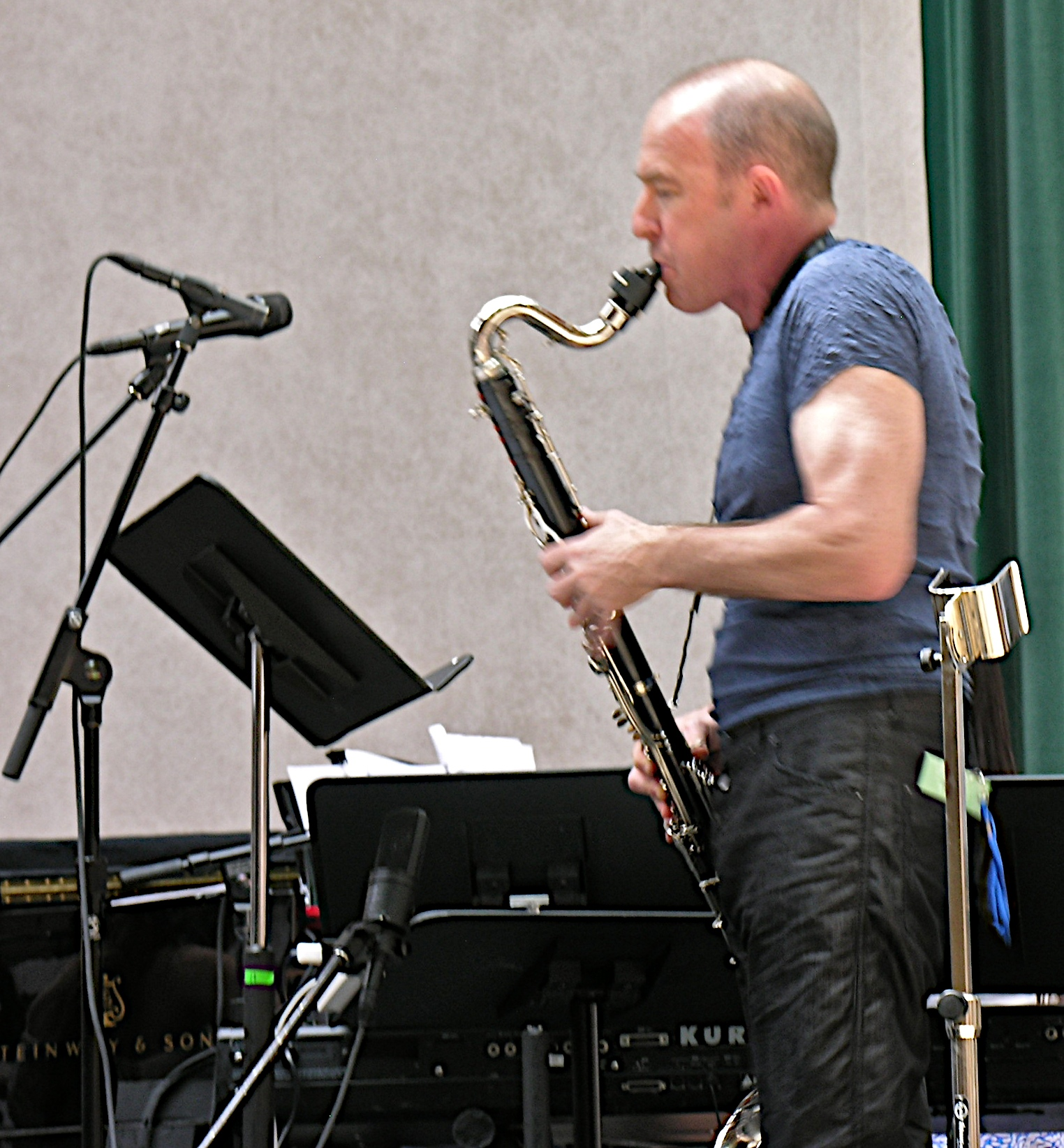
Evan Ziporyn

Evan Ziporyn (* 1959 in Evanston bei Chicago, Illinois) ist ein US-amerikanischer Komponist und Klarinettist.

## Wirken
Ziporyn, der bereits in seiner Schulzeit zu komponieren begann, studierte Komposition an der Eastman School of Music bei Joseph Schwantner und an der Yale University bei Robert Moore, David Lewin und Martin Bresnick. Daneben nahm er Klavierunterricht bei Christopher Oldfather und Klarinettenunterricht bei Keith Wilson. Er spielte Freejazz und Improvisationsmusik und spielte im Sommer 1980 mit Wayan Suweca und Michael Tenzer im Gamelanensemble Gamelan Sekar Jaya.
1981 reiste er nach Bali, wo er Wayangmusik bei Wayan Suweca und Perkussion bei I Madé Lebah studierte. Nach seiner Rückkehr setzte er sein Studium an der University of California at Berkeley bei Gerard Grisey und Andrew Imbrie fort. Mit einem Fulbright-Stipendium studierte er 1987 auf Bali
bei I Wayan Loceng. Daneben arbeitete er weiter mit dem Ensemble Sekar Jaya, dessen künstlerischer Leiter er 1989 wurde, und wirkte an der Aufführung von Werken zeitgenössischer Komponisten wie Louis Andriessen, Morton Feldman, Michael Gordon, David Lang, Steve Reich und Julia Wolfe mit.
1992 gehörte er zu den Gründungsmitgliedern der Bang on a Can All-stars. Mit der Gruppe, die mit Musikern wie Nik Bärtsch, Iva Bittová, Don Byron, Bryce Dessner, Brian Eno, Philip Glass, Meredith Monk, Kyaw-kyaw Naing, Terry Riley, Cecil Taylor, Henry Threadgill und Wu Man auftrat, spielte er Uraufführungen von mehr als einhundert Werken zeitgenössischer Komponisten, darunter von Ornette Coleman, Ralph Shapey, Tan Dun und Thurston Moore. 2005 wurden die All Stars „Ensemble of the Year“ des Magazins Musical America.
1996 nahm er Steve Reichs New York Counterpoint auf, 1998 wirkte er an dem mit einem Grammy ausgezeichneten Album Music for 18 Musicians von Reichs Ensemble mit.
2001 erschien sein Soloalbum This Is not a Clarinet. Kompositionsaufträge erhielt er u. a. von Yo-Yo Mas Silk Road Project, dem Kronos Quartet, dem Orkest De Volharding, Maya Beiser und dem Boston Modern Orchestra Project, mit dem er 2006 die CD Frog's Eye aufnahm.
Seit 1990 unterrichtet Ziporyn am MIT, wo er 1993 das Studentenensemble Gamelan Galak Tika gründete. Er ist Kenan Sahin Distinguished Professor of Music am MIT.
2004 erhielt Ziporyn ein Goddard-Lieberson-Stipendium der American Academy of Arts and Letters, 2007 den USA Artists Walker Award. Seine Ehefrau ist die Komponistin Christine Southworth, gemeinsam leben sie seit ein paar Jahren in Lexington (Massachusetts).

## Werke
- Connect4, 2020 für 2 Bassklarinetten, Violoncello, Vibraphone CD Nut TT0559-088
- Notes to Self für Bassklarinette, 2010
- Gamelan Lapanbelas für Gamelanensemble, 2010
- Tabla Concerto: Mumbai für Tabla, Streicher und Perkussion, 2010
- A House in Bali, Oper nach den Memoiren von Colin McPhee für Sextett, Gamelan-Ensemble, zwei Tenöre, Sopran und balinesische Tänzer, 2009
- Where Was I? für Cello, Klavier und Perkussion, 2008
- Hive für Klarinettenquartett, 2007
- Bayu Sabda Idep für Gamelanensemble und Kammer-Streichorchester, 2007
- CuBaliBre für Wayang-Duo, 2007
- Hard Drive für Orchester, 2007
- Hval für Bass, 2007
- Big Grenadilla für Bassklarinette und Kammerorchester, 2006
- Speak, At-man! für Altflöte und Klavier, 2006
- Sulvasutra für Streichquartett, Pipa und Tabla, 2006
- Belle Labs für Violine, Klarinette und Heliphon, 2006
- Thread für Klarinette, Alt- und Bassflöte, Violine und Cello, 2005
- Sabar Gong für Gamelanensemble und senegalesische Sabar-Trommler, 2005
- The Ornate Zither and the Nomad Flute für Sopran und Bläserensemble, 2005
- Aradhana für Gamelanensemble und Pipa, 2004
- Oedipus Rex, Chöre und Schauspielmusik zum Stück von Sophokles, 2004
- War Chant für Orchester, 2004
- In Bounds für Klavier, 2004
- Ngaben (for Sari Club) für Gamelan-Ensemble und Orchester, 2003
- Breathing Space für Streichquartett, 2003
- Frog's Eye für Orchester, 2002
- Kebyar Kebyar für Gamelan-Ensemble, 2002
- Drill concerto für Solo-Bassklarinette und Bläserensemble, 2002
- No Return für Violine, Klarinette und Klänge des Salmon River, 2002
- More Songs About Telephones and Dogs für gemischtes Ensemble, 2002
- Tight Fitting Garments für Violine und Klarinette, 2002
- ShadowBang, balinesisches Schatten-Puppentheater, 2001
- Typical Music für Klaviertrio, 2000
- Pondok für Klavier, 2000
- Melody Competition für Perkussionssextett, 1999
- Four Impersonations für Soloklarinette, 1999
- Current Rate für Pipa und CD-Aufnahme oder zwei Pipas, 1999
- Serenity Now für Bläsernonett, 1998
- Partial Truths für Solobassklarinette, 1997
- Dreams of a Dominant Culture für Flöte, Klarinette, Perkussion, elektrisches Klavier, Violine und Cello, 1997
- Eel Bone für Streichquartett, 1996
- Amok! sechs Sätze für Gamelan-Ensemble, Kontrabass und Sampler, 1996
- Houtman's Men in Buleleng, 1996
- Tsmindao Ghmerto für Solo-Bassklarinette und Bläserensemble, 1995
- Kebyar Maya für Cello und CD-Aufnahme oder Cellooktett, 1995
- Tire Fire für Gamelan-Ensemble, zwei elektrische Gitarren, elektrischen Bass und Keyboard, 1994
- Pay Phone für Violine, Viola, elektrische Gitarre, Bassklarinette und Keyboard, 1993
- Esto House für Violine, Viola, elektrische Gitarre, Bassklarinette und Keyboard, 1993
- Aneh Tapi Nyata für Kammerensemble und balinesische Perkussion, 1992
- Tsmindao Ghmerto für Bassklarinette, 1992
- Walk the Dog für Bassklarinette und Elektronik, 1992
- Be-In für Bassklarinette und Streichquartett, 1991
- Bossa Nova für Bläserquintett, 1991
- Studies in Normative Behaviour, Vol 1 für Soloperkussion, 1991
- China Spring für Oboe und Klavier, 1991
- The Motions für Viola solo oder mit CD-Aufnahme, 1990
- Dog Dream für Flöte, Klarinette, Perkussion, Klavier, Violine, Cello und elektrische Gitarre, 1990
- Kekembangan für Saxophonquartett und Gamelan (mit I Nyoman Windha), 1990
- Night Bus für Gamelan-Ensemble, 1990
- Tree Frog für Bassklarinette, Baritonsaxophon, Posaune, Perkussionh, Keyboard und Violine, 1990
- What She Saw There für Bassklarinette oder Cello und zwei Marimbas, 1988
- Fractal-Head für Klavier, 1987
- Waiting By The Phone für Soloklarinette, 1986
- Filling Station für Orchester, 1986
- Pleasureville, Pain City für Orchester, 1985
- Twine für Sopran, zwei Saxophone, Bassklarinette, Violine, Viola und Perkussion, 1985
- Some Coal für Klavier, 1985
- LUVTime für Bassklarinette, Baritonsaxophon, Posaune, Perkussion und Klavier, 1984
- The Water's Fine für Klavier, 1983
- Weltscenen für Klavier, 1981
- Two Obsessions für Soloklarinette, 1980
- Ten String Quartets, 1979

## Belege
1. ↑  Evan Ziporyn: Kenan Sahin Distinguished Professor, MIT Music and Theater Arts, abgerufen am 18. Oktober 2019

| Personendaten    | Personendaten                                |
| ---------------- | -------------------------------------------- |
| NAME             | Ziporyn, Evan                                |
| KURZBESCHREIBUNG | US-amerikanischer Komponist und Klarinettist |
| GEBURTSDATUM     | 1959                                         |
| GEBURTSORT       | Evanston, Illinois, USA                      |